# Estivareilles (Loire)
Estivareilles is een gemeente in het Franse departement Loire (regio Auvergne-Rhône-Alpes) en telt 520 inwoners (1999). De plaats maakt deel uit van het arrondissement Montbrison.
Op 21 augustus 1944 slaagde het Frans verzet erin om in Estivareilles een Duitse legerkolonne tot overgave te dwingen. De Duitsers plooiden zich terug van Le Puy-en-Velay naar Saint-Étienne toen ze door de Forces françaises de l'intérieur onder leiding van Jean Marey werden gestopt.

## Geografie
De oppervlakte van Estivareilles bedraagt 22,3 km², de bevolkingsdichtheid is 23,3 inwoners per km².
De onderstaande kaart toont de ligging van Estivareilles (Loire) met de belangrijkste infrastructuur en aangrenzende gemeenten.

## Demografie
Onderstaande figuur toont het verloop van het inwonertal (bron: INSEE-tellingen).